# 5242 Kenreimonin
5242 Kenreimonin este o planetă minoră (asteroid), cu un diametru de 7,507 km, din centura de asteroizi. A fost descoperită pe 18 ianuarie 1991 la Nasukarasuyama de Shigeru Inoda⁠(d) și a fost numită după Taira no Tokuko⁠(d). 
Obiectul prezintă o orbită caracterizată de o semiaxă mare de 2,800567 UAi, o excentricitate de 0,07, o înclinație de 2,87138 ° în raport cu ecliptica.